# Élection présidentielle kényane de 2002
 (avril 2017).
Si vous disposez d'ouvrages ou d'articles de référence ou si vous connaissez des sites web de qualité traitant du thème abordé ici, merci de compléter l'article en donnant les références utiles à sa vérifiabilité et en les liant à la section « Notes et références ».
L'élection présidentielle kényane de 2002  a lieu le 27 décembre 2002, en même temps que les élections législatives.